# 568 Cheruskia
568 Cheruskia
568 Cheruskia là một tiểu hành tinh ở vành đai chính. Nó được Paul Götz phát hiện ngày 26.7.1905 ở Heidelberg và được đặt theo tên Cheruskia, hội ái hữu sinh viên đại học Heidelberg; hội này lại cũng đặt theo tên Cherusci, một bộ lạc German thời xưa